# Ralph Chaplin

Logo do IWW com o gato preto anarquista desenhado por Ralph Chaplin.

Ralph Hosea Chaplin  (1887—1961) foi um artista, escritor, músico e ativista pelos direitos trabalhistas estadunidense. Ele é o autor do hino sindicalista da Industrial Workers of the World (IWW), Solidarity Forever, e do logotipo desse histórico sindicato com um gato preto, que viria a se tornar um importante símbolo do anarcosindicalismo e do anarquismo de modo geral.

## Biografia
Ralph Chaplin tornou-se um ativista trabalhista quando, aos sete anos de idade, presenciou a morte de um trabalhador a tiros durante a Greve de Pullman em Chicago, Illinois.  Mudou-se com sua família do condado de Ames, Kansas para a cidade de Chicago em 1893. Durante uma temporada no México foi profundamente impactatado ao tomar conhecimento da existência dos esquadrões da morte do ditador Porfirio Diaz, tornando-se um defensor de Emiliano Zapata.
Após seu retorno aos Estados Unidos, passou a trabalhar em muitas funções em diversos sindicatos, sendo na maior parte das vezes mal-remunerado. Seus primeiros trabalhos de arte foram feitos para a revista da Internacional Socialista e para outras publicações vinculadas a Charles H. Kerr .

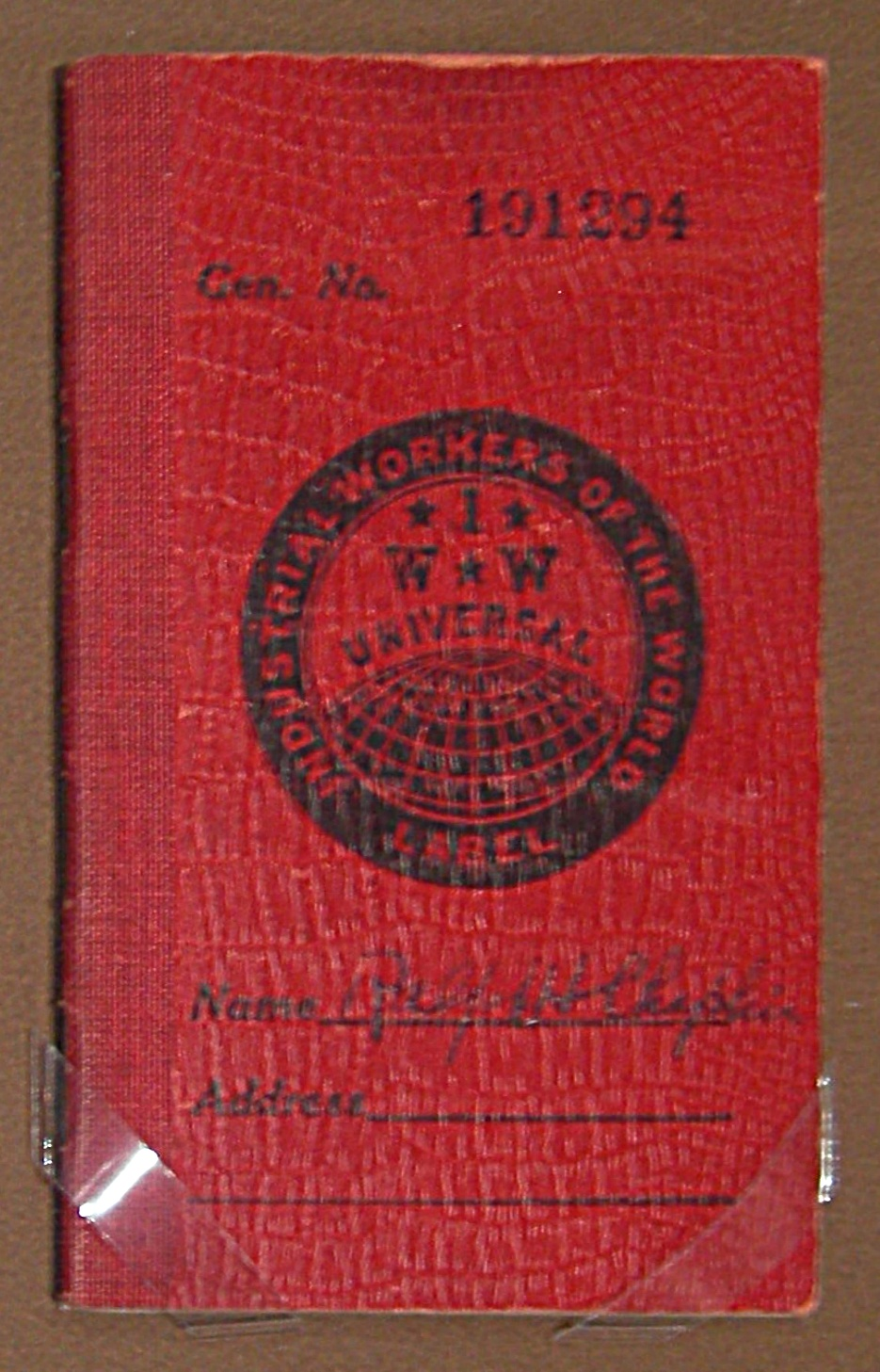
O cartão vermelho de membro da IWW

Durante dois anos, Chaplin trabalhou juntamente com Mother Jones, no Condado de Kanawha, na Virgínia Ocidental, como parte do comitê de greve dos mineiros do carvão em 1912 e 1913. O desfecho desta greve foi sangrento, e a experiência o inspiraria a escrever uma série de poemas relacionados ao mundo do trabalho, alguns dos quais se tornaram parte do hino sindical Solidariedade Eterna.
Após a greve Chaplin tornou-se um membro ativo da organização Industrial Workers of the World (IWW também conhecida como "Wobblies"), assumindo a função de editor do periódico Solidarity na costa leste dos Estados Unidos. Em 1917 juntamente com mais de uma centena de wobblies, Chaplin foi preso e condenado sob a acusação de espionagem e conspiração contra o alistamento militar, e sabotagem ao incentivar a deserção das forças armadas. Condenado à vinte anos de prisão, dos quais permaneceu preso quatro, neste período deu forma ao livro Barras e Sombras: Os Poemas da Prisão.
Ainda que tenha seguido lutando pela expansão dos direitos dos trabalhadores, após ser liberado da prisão, Caplin ficou extremamente impactado e desiludido com as consequências da Revolução Russa, ainda que também estivesse insatisfeito com as políticas liberais do New Deal. Chaplin manteve seu envolvimento com a IWW, atuando como editor do jornal, The Industrial Worker entre os anos de 1932 e 1936. Tornou-se especialmente ativo na contraposição da infiltração do comunismo nos sindicatos estadunidenses.
Eventualmente Chaplin mudou-se para Tacoma, no estado de Washington, onde foi responsável pela edição de um periódico operário local. De 1949 até o ano de sua morte assumiu a função de curadoria dos documentos da Sociedade Operária Histórica de Washington. 
Ralph Chaplin foi o responsável pela criação aa imagem do gato preto que é um dos principais símbolos do anarcossindicalismo e com o sindicalismo revolucionário em todo mundo. Na época de sua criação, o símbolo fazia referência às greves de "gato-selvagem", comuns no início do século 20, onde manifestantes revidavam a violência exercida pela polícia em pé de igualdade.
Chaplin faleceu no ano de 1961.